# Cypsnagra hirundinacea
La bandoleta (en Paraguay y Brasil) o tangara culiblanca (Cypsnagra hirundinacea) es una especie de ave paseriforme de la familia Thraupidae, la única perteneciente al género Cypsnagra. Es nativa del centro y este de América del Sur.

## Distribución y hábitat
Se distribuye por el interior de Brasil, desde Maranhão y Piauí hacia el sur hasta São Paulo y Mato Grosso do Sul, y hacia el oeste hasta el noreste de Paraguay y norte y noreste de Bolivia (hasta el oeste de Beni); y muy localmente en regiones amazónicas del norte de Brasil y extremo sur de Surinam, y en Río Grande do Norte.
Esta especie es considerada localmente bastante común en sus hábitats naturales: las sabanas, cerrados o áreas abiertas con pastizales y árboles bajos, hasta los 1100 m de altitud.

## Descripción
Mide 16 a 16,5 cm de longitud y pesa entre 25 y 34 g. Ave bonita, negra por arriba con la grupa blanca bien visible, mancha y filetes blancos bien visibles en el ala cerrada; garganta anaranjada, pecho pardo, blanco sucio por abajo. Aves del sur tienen la garganta y el pecho más pálidos, apenas lavados de anaranjado. Los juveniles son parduzcos por arriba y pardo cremoso por abajo. Cuando en vuelo, presenta un bonito diseño blanco en las alas y en la cola.

## Comportamiento
Prefiere áreas más abiertas, con menos árboles, que la tangara bandeada (Neothraupis fasciata), pero ambas son vistas juntas con frecuencia. Anda en grupitos de cuatro a seis aves, recorriendo el follaje y las ramas retorcidas, bajando poco al suelo.

### Alimentación
Se alimenta principalmente de insectos, especialmente escarabajos y grillos. Busca alimento en el suelo, en la hierba o atrapa las presas en vuelo. Ocasionalmente come frutos. En la busca por insectos, a veces sigue bandadas mixtas y mantiene un sentinela encaramado más arriba del suelo.

### Reproducción
Construye el nido a uno o dos m de altura del suelo, tejiendo fibras de gramíneas . La hembra pone tres a cuatro huevos de color azulado, con manchas marrones o negras. Ejemplares jóvenes de la nidada anterior ayudan a los padres a cuidar el nido y los polluelos.

### Vocalización
Principalmente al amanecer, la pareja hace un dúo fuerte y sonoro, la hembra da un matraqueo continuo, en tono más bajo, mientras el macho emite una frase vigorosa y melódica, como «chi-dudidu...» repetida muchas veces, lo que constituye una de las voces típicas del cerrado.

## Sistemática

### Descripción original
La especie C. hirundinacea fue descrita por primera vez por el ornitólogo francés René Primevère Lesson en 1831 bajo el nombre científico Tanagra hirundinacea; la localidad tipo es «São Paulo, Brasil».
El género Cypsnagra fue propuesto por Lesson en la misma publicación de la especie, en 1831, inicialmente como un subgénero.

### Etimología
El nombre genérico femenino Cypsnagra es una combinación de la palabra del griego «kupselos»: golondrina, y del género Tanagra Linnaeus; y el nombre de la especie «hirundinacea» deriva del latín  «hirundinaceus»: como una golondrina, parecida con una golondrina.

### Taxonomía
Los amplios estudios filogenéticos recientes comprueban que la presente especie es pariente próxima de Donacospiza albifrons, y el par formado por ambas es próximo a Poospizopsis, todos en una subfamilia Poospizinae.

### Subespecies
Según las clasificaciones del Congreso Ornitológico Internacional (IOC) y Clements Checklist/eBird v.2019 se reconocen dos subespecies, con su correspondiente distribución geográfica:
- Cypsnagra hirundinacea pallidigula Hellmayr, 1907 – noreste de Bolivia (al oeste hasta Beni) y centro y este de Brasil (desde Humaitá, en el río Madeira, al este hasta el sureste de Pará, norte de Maranhão, norte de Ceará y oeste de Paraíba, y hacia el sur hasta el norte de Mato Grosso, norte de Goiás y oeste de Bahía); poblaciones aisladas en el sur de Surinam, sur de la Guayana francesa y extremo norte de Brasil (centro sur de Amapá).
- Cypsnagra hirundinacea hirundinacea (Lesson, 1831) – este de Bolivia, centro este de Paraguay (Laguna Blanca) y sur de Brasil (sur  de Mato Grosso hacia el este hasta el sur de Goiás y sur de Bahía, al sur hasta São Paulo).